# Predrag Heruc
Predrag Heruc — Braco (Križevci, 3. srpnja 1926. — Kupčina, 7. ožujka 1945.), športaš i sudionik Narodnooslobodilačke borbe.

## Životopis
Rođen je 1926. godine u Križevcima. Pohađao je gimnaziju u Zagrebu. Već kao učenik, isticao se kao športaš rukometaš i skijaš. Bio je reprezentativac Jugoslavije u tim športovima kao junior.
Na Petoj realnoj gimnaziji u Zagrebu, nakon proglašenja NDH-a, ilegalno je bio povezan s profesorom Bogdanom Ogrizovićem. U studenom 1943. godine, zbog opasnosti od otkrivanja njegova ilegalna djelovanja, prelazi u partizanski odred. Od 1944. bio je član komisije za razmjenu zarobljenika, jer je govorio njemački jezik. Te je godine prešao u borbenu jedinicu. Iste je godine postao poručnik-komesar bataljuna Prve karlovačke udarne brigade NOVJ-a. Na toj dužnosti poginuo je 7. ožujka 1945. godine u Kupčini, u borbi s hrvatskim postrojbama.

## Nasljeđe
Njegovim imenom nazvana je industrija tekstilne konfekcije, športskih potrepština „Sport-Heruc“ u Zagrebu 1947. godine. Tvrtka je 1990-ih promijenila ime u „Heruc galerija“. 
„Heruc memorijal“ je bilo godišnje skijaško natjecanje u spustu i slalomu.